# Bukowiec (Górowo Iławeckie)
Bukowiec (deutsch Buchholz) ist ein Dorf in der polnischen Woiwodschaft Ermland-Masuren. Es gehört zur Landgemeinde Górowo Iławeckie (Landsberg) im Powiat Bartoszycki (Kreis Bartenstein). 

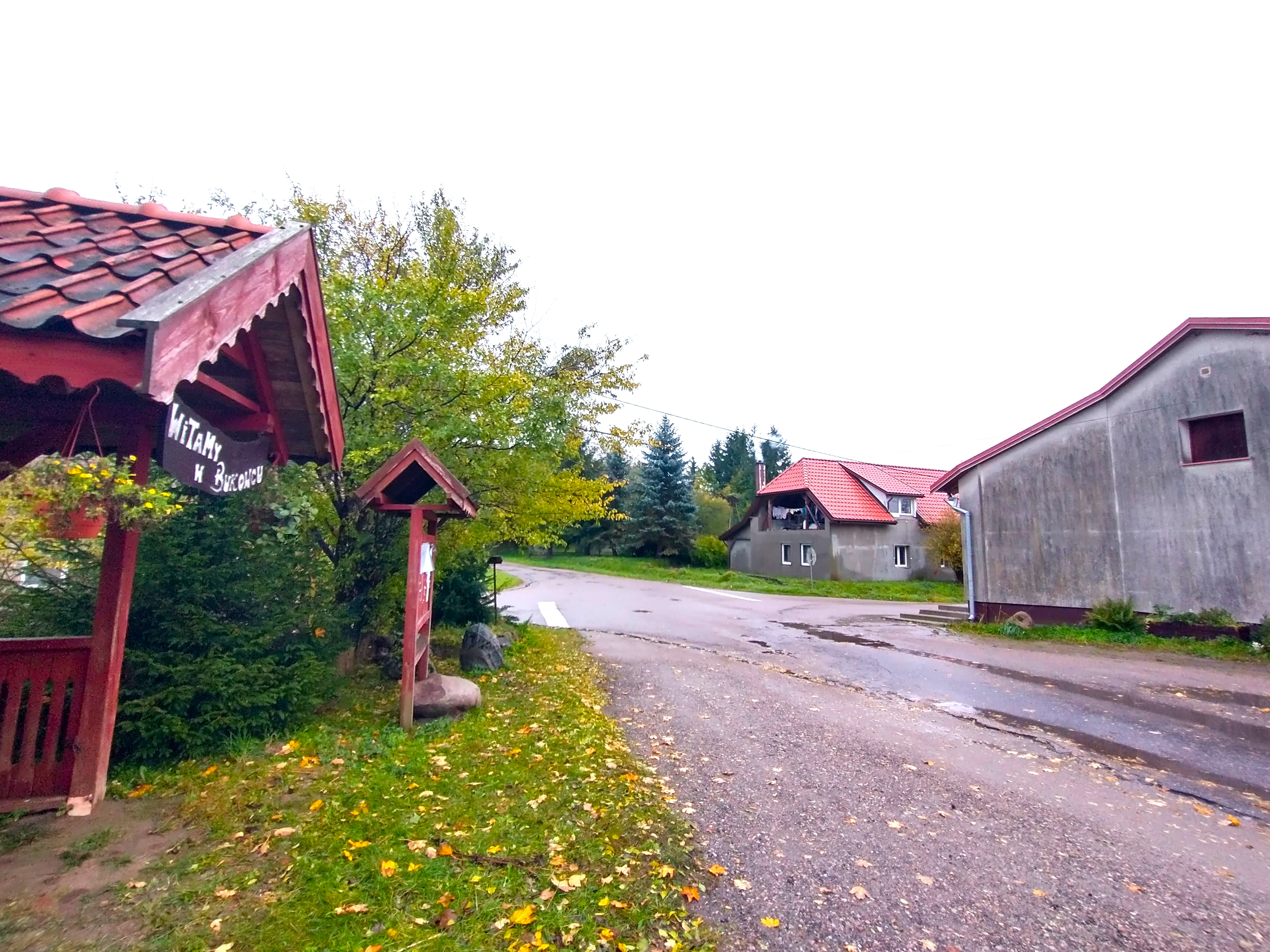
Dorfstraße

## Geographische Lage
Das Dorf liegt in der historischen Region Ostpreußen, etwa 19 Kilometer südwestlich der heute auf russischem Staatsgebiet gelegenen einstigen Kreisstadt Preußisch Eylau (russisch Bagrationowsk) bzw. 28 Kilometer nordwestlich der heutigen Kreismetropole Bartoszyce (deutsch Bartenstein).

## Geschichte

Buchholz, südlich von Königsberg i. Pr. und südwestlich von Preußisch Eylau, auf einer Landkarte von 1910

Um 1350 entstand das Kirchdorf Buchholcz, das nach 1350 Bucholtz, nach 1595 Buchholtz und nach 1785 Buchholz genannt wurde. 1483 wurde das Dorf dem Nikolaus von Taubenheim verliehen. Später erweiterte der Kanzler Johannes von Creytzen auf Groß Peisten  seinen Besitz um das Dorf Buchholz.
Am 7. Mai 1874 wurde Buchholz Amtsdorf und damit namensgebend für einen Amtsbezirk im ostpreußischen Kreis Preußisch Eylau, Regierungsbezirk Königsberg. Im Jahre 1910 zählte Buchholz 605 Einwohner.
Am 30. September 1928 wurde der Nachbarort Worlack nach Buchholz eingemeindet. Die Einwohnerzahlen beliefen sich 1933 auf 603 und 1939 auf 587.
Buchholz gehörte im Jahr 1945 zum Kreis Preußisch Eylau im Regierungsbezirk Königsberg der preußischen Provinz Ostpreußen im Deutschen Reich.
Gegen Ende des Zweiten Weltkriegs wurde die Region im Frühjahr 1945 von der Roten Armee  besetzt. Anschließend wurde Buchholz zusammen mit der gesamten südlichen Hälfte Ostpreußens von der Sowjetunion  der Volksrepublik Polen zur Verwaltung überlassen. Buchholz erhielt die polonisierte Namensform „Bukowiec“. In der Folgezeit wurde die einheimische Bevölkerung von der polnischen Administration aus dem Kreisgebiet vertrieben.
Das Dorf ist heute eine Ortschaft im Verbund der Gmina Górowo Iławeckie (Landgemeinde Landsberg) im Powiat Bartoszycki (Kreis Bartenstein), von 1975 bis 1998 der Woiwodschaft Olsztyn, seither der Woiwodschaft Ermland-Masuren zugehörig.

### Amtsbezirk Buchholz (1874–1945)
Zum Amtsbezirk Buchholz gehörten die Dörfer:
| Deutscher Name      | Heutiger polnischer Name | Anmerkungen                                        |
| ------------------- | ------------------------ | -------------------------------------------------- |
| Buchholz            | Bukowiec                 |                                                    |
| Finken              | Zięby                    |                                                    |
| Saraunen            | Saruny                   | 1928 nach Finken eingemeindet                      |
| Worlack             | Worławki                 | 1928 nach Buchholz eingemeindet                    |
| ab 1886: Wangnick   | Wągniki                  | wurde 1886 neu gebildet                            |
| ab 1886: Schwadtken | Świadki Górowskie        | 1886 neu gebildet, 1928 nach Wangnick eingemeindet |

## Religion

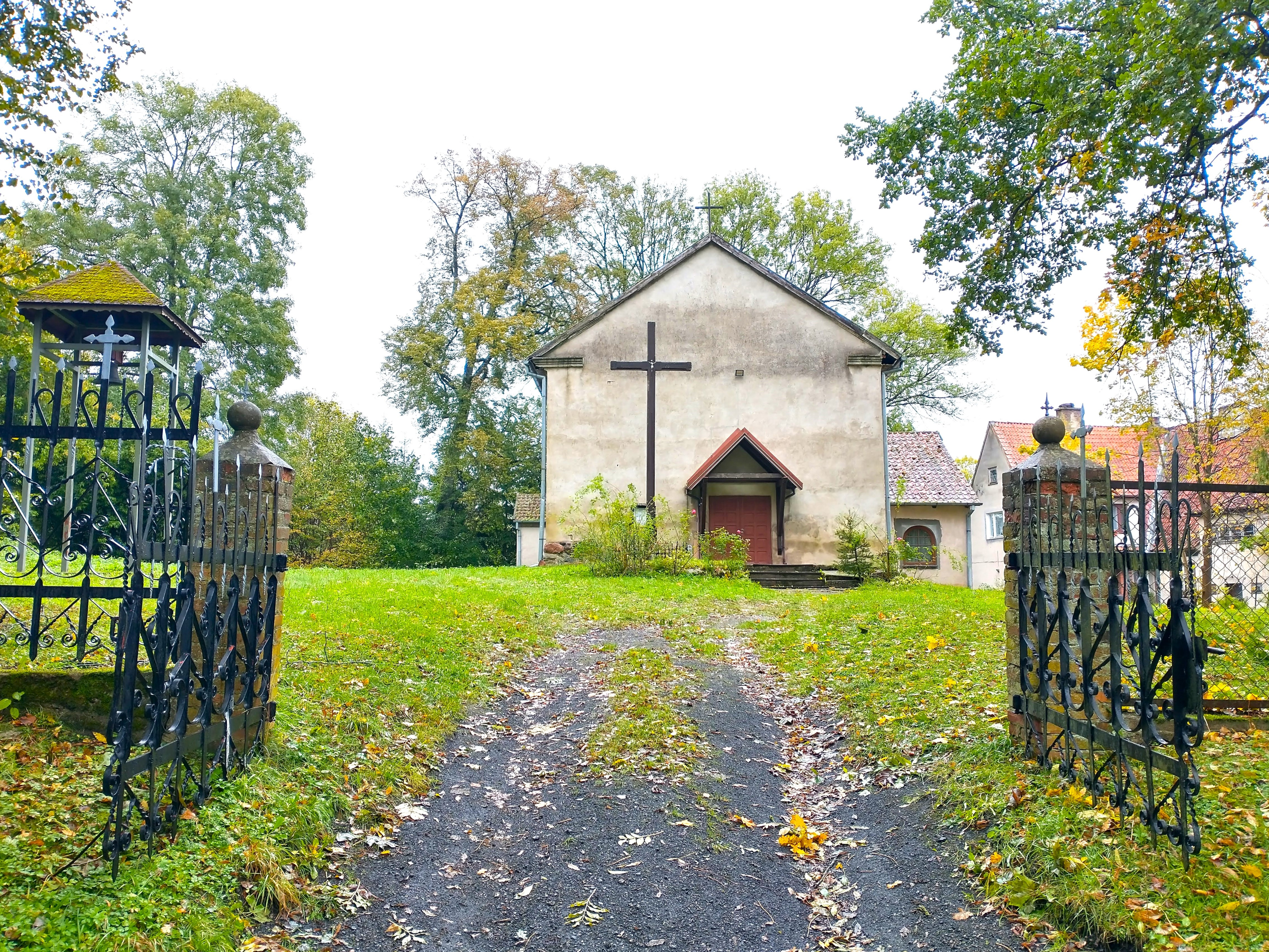
Eingang zur Kirche

In Buchholz gab es bereits in vorreformatorischer Zeit eine Kirche. Sie erhielt eine Nachfolgebau, der bereits im Jahre 1580 durch einen Neubau ersetzt werden musste. Der Saalbau war ohne Chor und hatte einen vorgelegten Westturm. Der wohl von Johann Pfeffer gefertigte Altar aus dem 17. Jahrhundert wurde mit der Kanzel aus dem 18. Jahrhundert kombiniert. Eine Orgel wurde 1853 eingebaut. Die älteste der drei Glocken war 1653 gegossen worden. Der Turm der Kirche hat die Kriegswirren nicht überstanden. Heute tut ein freistehender Glockenträger hier seinen Dienst.
Als evangelische Pfarrgemeinde gehörte Buchholz bis 1945 zum Kirchenkreis Preußisch Eylau (heute russisch Bagrationowsk) in der Kirchenprovinz Ostpreußen der Kirche der Altpreußischen Union. Heute ist Bukowiec mit seiner St.-Johannes-der-Täufer-Kirche ein Filialort der römisch-katholischen Pfarrei Kandyty (Canditten/Kanditten) im Erzbistum Ermland.

## Schule
Eine Schule gab es in Buchholz bereits 1743. Damals war Georg Dietrich Michaelis Schulleiter und zugleich Organist an der Kirche. 1890 gab es in Buchholz eine Volksschule, die 1917 zweiklassig geführt wurde. 1933 wurde ein Schulneubau errichtet, 1935 unterrichteten hier zwei Lehrer 112 Kinder.

## Verkehr
Bukowiec liegt im Kreuzungsbereich zweier Nebenstraßen: Kandyty ↔ Wągniki (Wangnick) und Półwiosek (Halbendorf) ↔ Saruny (Saraunen) – Zięby (Finken). Eine Bahnanschluss besteht nicht.

## Persönlichkeit
- Karl Hermann Friedrich (* 4. September 1918 in Buchholz), deutscher Offizier und Journalist († 1993)